# 1429 هـ
1429 في التقويم الهجري هو العام الذي يقابله في التقويم الميلادي المدة بين 9 يناير 2008 و29 ديسمبر 2008.

## وفيات
- أحمد الربعي
- أحمد الميرغني
- أحمد بن يحيى النجمي
- أحمد خميس
- أحمد مصطفى
- إبراهيم العنيزان
- إبراهيم بن عبد الله العنقري
- إبراهيم شكري
- بكر بن عبد الله أبو زيد
- تركي الهنداوي
- تركي بن عبد الله آل سعود
- جبر بن صالح الدوسري
- جورج حبش
- رندة الشهال
- سوزان تميم
- سوهارتو
- صالح عبد الله
- صفار زاده
- صوفي أبو طالب
- عبد الله بن عبد العزيز العنقري
- عبد الله عبد الرحمن الجفري
- عبد الله علي الجشي
- عز الدين الخطيب التميمي
- علي المفيدي
- علي صدقي عبد القادر
- فواز بن عبد العزيز آل سعود
- مجد البرغوثي
- محمد بشير الباني
- محمد كمال إسماعيل
- مصطفى خليل (سياسي)
- مصطفى سعيد الخن
- ناصر بن زايد آل نهيان
- يورج هايدر
- يوسف شاهين
- يونان لبيب رزق
- حسن أيوب
- حنان الأغا
- عبد الوهاب المسيري
- محمد رضا الحسيني الشيرازي
- محمد عبد الحليم أبو غزالة
- محمد عمرو عبد اللطيف
- محيي الدين المامقاني
- محيي الدين كردي
- عمر بن أحمد جردي مدخلي
- سعد بن علي الجمعان
- 9 جمادى الأولى سعد العبد الله السالم الصباح.
- فواز بن عبد العزيز آل سعود، أمير سعودي.
- البندري بنت عبد العزيز آل سعود، أميرة سعودية.
- لؤلؤة بنت عبد العزيز آل سعود، أميرة سعودية.